# Grottes de Kondane

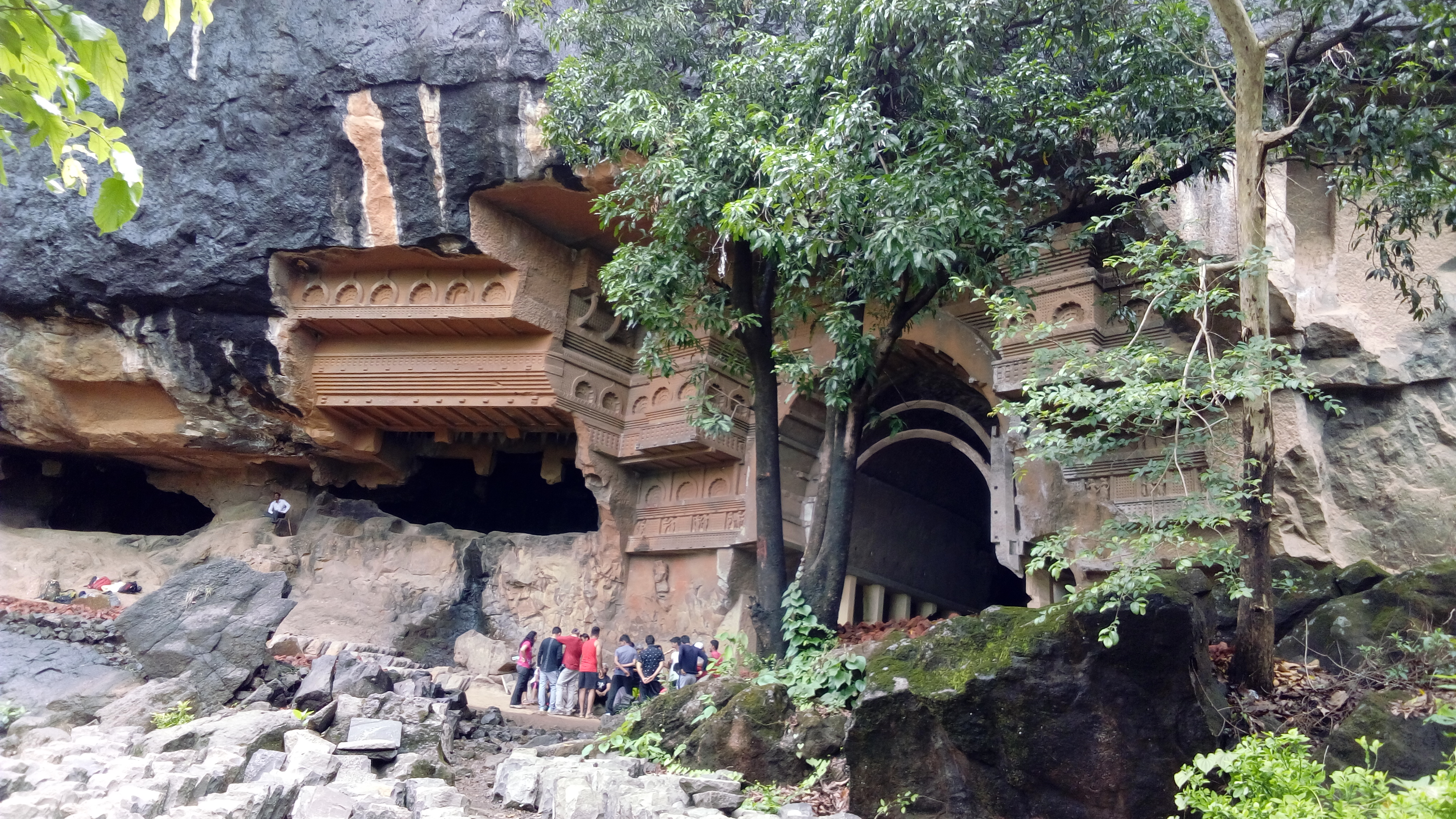
Vue générale des grottes de Kondane

Les grottes de Kondane sont situées dans le petit village de Kondane, à 33 km au nord de Lonavala et 16 km au nord-ouest des grottes de Karli. Ce groupe compte 16 grottes bouddhistes, excavées au premier siècle avant J.-C. La construction sur le modèle d'architectures en bois est remarquable. On peut atteindre la grotte en descendant du village de Rajmachi.
La grotte  comporte une seule inscription sur le devant du chaitya, qui donne des informations sur les donateurs.

## Description
Environ à 14 km de la gare de Karjat, sur le Central Railway, et à la base de l'ancien fort de colline de Rajmachi, se trouve le groupe de grottes Kondane, d'abord signalé au XIXe siècle par Vishnu Sastri, et peu de temps après visité par M. Law, puis par le collecteur de Thana. Les grottes sont sur une face d'un escarpement, et bien cachés par la forêt épaisse devant eux. L'eau qui ruisselle sur la face du rocher au-dessus d'eux pendant une partie considérable même de la saison sèche les a gravement endommagé, tant et si bien qu'il est maintenant difficile de déterminer si les plus anciennes sont celles-ci de Kondane ou les grottes de grottes de Bhaja. Les sites doivent être presque, sinon tout à fait contemporains, et comme le travail d'excavation de chacun d'eux a dû être long, leurs dates peuvent se chevaucher dans une certaine mesure. Le Vihara de Kondane semble certainement plus moderne, tandis que le Chaitya, qui est très similaire en plan et en dimensions à celui de Bhaja, est tellement ruiné qu'il est impossible maintenant de déterminer lequel a pu être achevé en premier.

### Grotte n°1: Chaitya
L'ensemble fait face au nord-ouest, et la première grotte, au sud-ouest est un Chaitya de dimensions très considérables, mesurant 20 m des piliers avant jusqu'à l'extrémité de l'abside, 8 m de large et 9 m de hauteur jusqu'au sommet de la voûte. La nef devant le dagoba mesure 15 m de long sur 4,5 m. Le dagoba mesure 3 m de diamètre, avec un chapiteau plus haut que d'habitude, la partie représentant le reliquaire étant, comme à Bhaja, du double de la hauteur ordinaire, et représentant deux tambours, l'un au-dessus de l'autre, décorés sur les côtés d'un motif de balustrade bouddhiste. L'ensemble de la partie inférieure du dagoba s'est fortement dégradé.

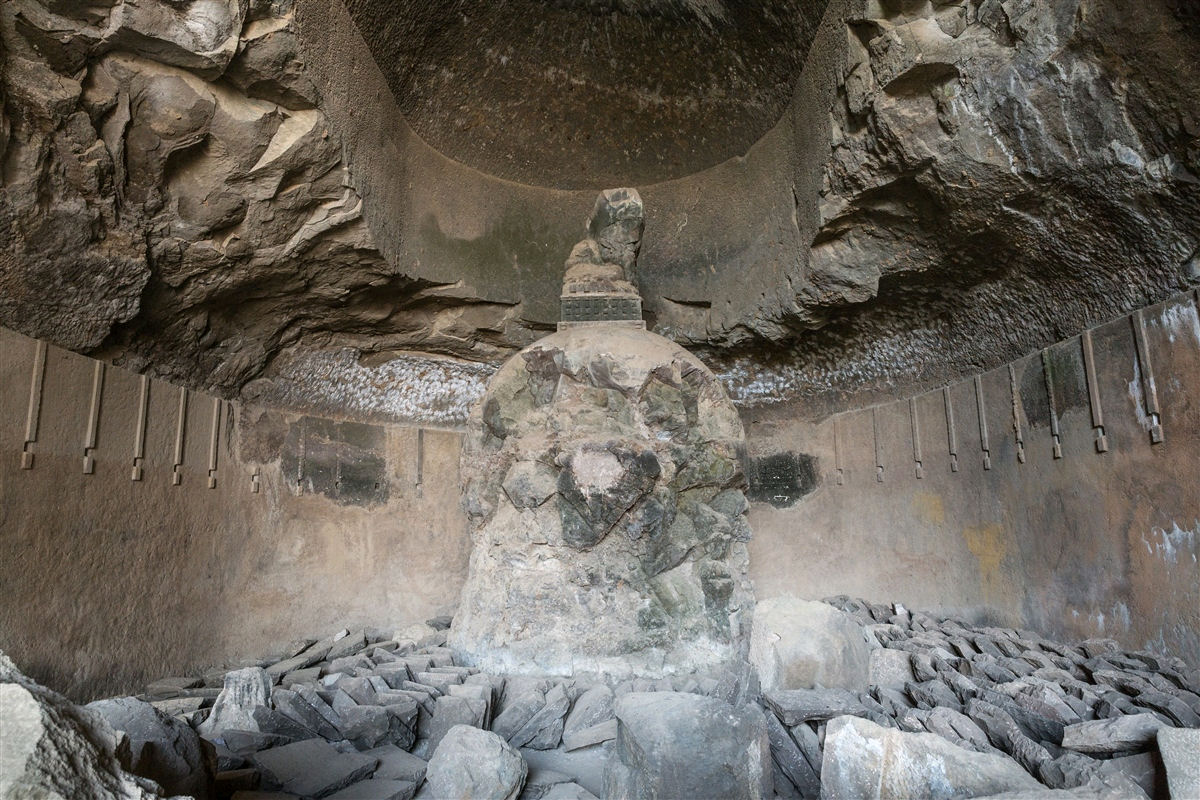
Dagoba du chaitya.

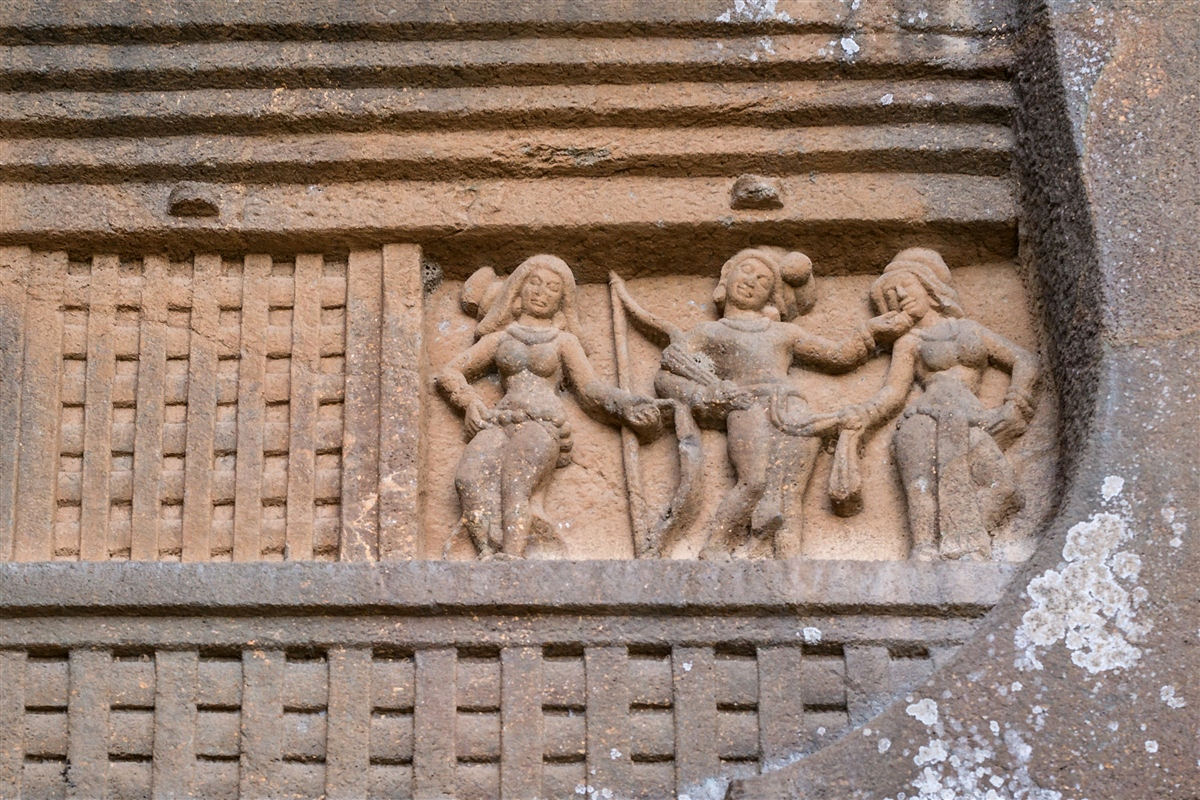
Détail de la façade du Chaitya.

Les bases et les parties inférieures de la totalité des trente colonnes qui entouraient la nef, ainsi que celles de l'une des deux colonnes irrégulières qui ornaient autrefois l'avant, ont également disparu, et les positions de la plupart d'entre elles peuvent maintenant seulement être déterminées. Entre ces deux derniers piliers, un écran ou une façade en bois remplissait à l'origine l'ouverture à une hauteur d'environ 3 m ou 3,5 m, façade dans laquelle se trouvaient les portes menant à l'intérieur, comme cela semble avoir été le cas pour toutes les grottes antérieures. La grotte du Chaitya à Bhaja et celle de Kondane avaient des façades similaires construites en bois, aujourd'hui toutes deux disparues. Les grottes de Bedsa et Karli sont apparemment parmi les plus premières où ces écrans ont été sculptés dans la roche au lieu d'être érigés dans un matériau périssable.

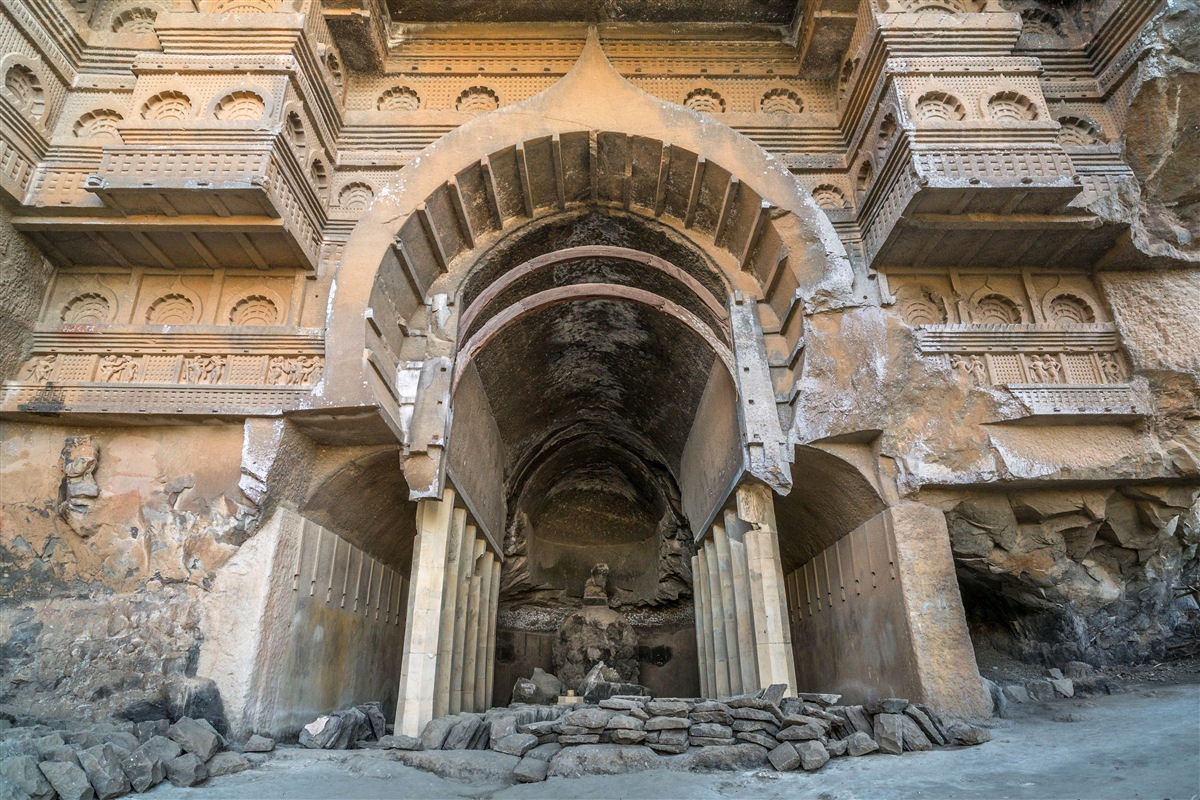
Le Chaitya.

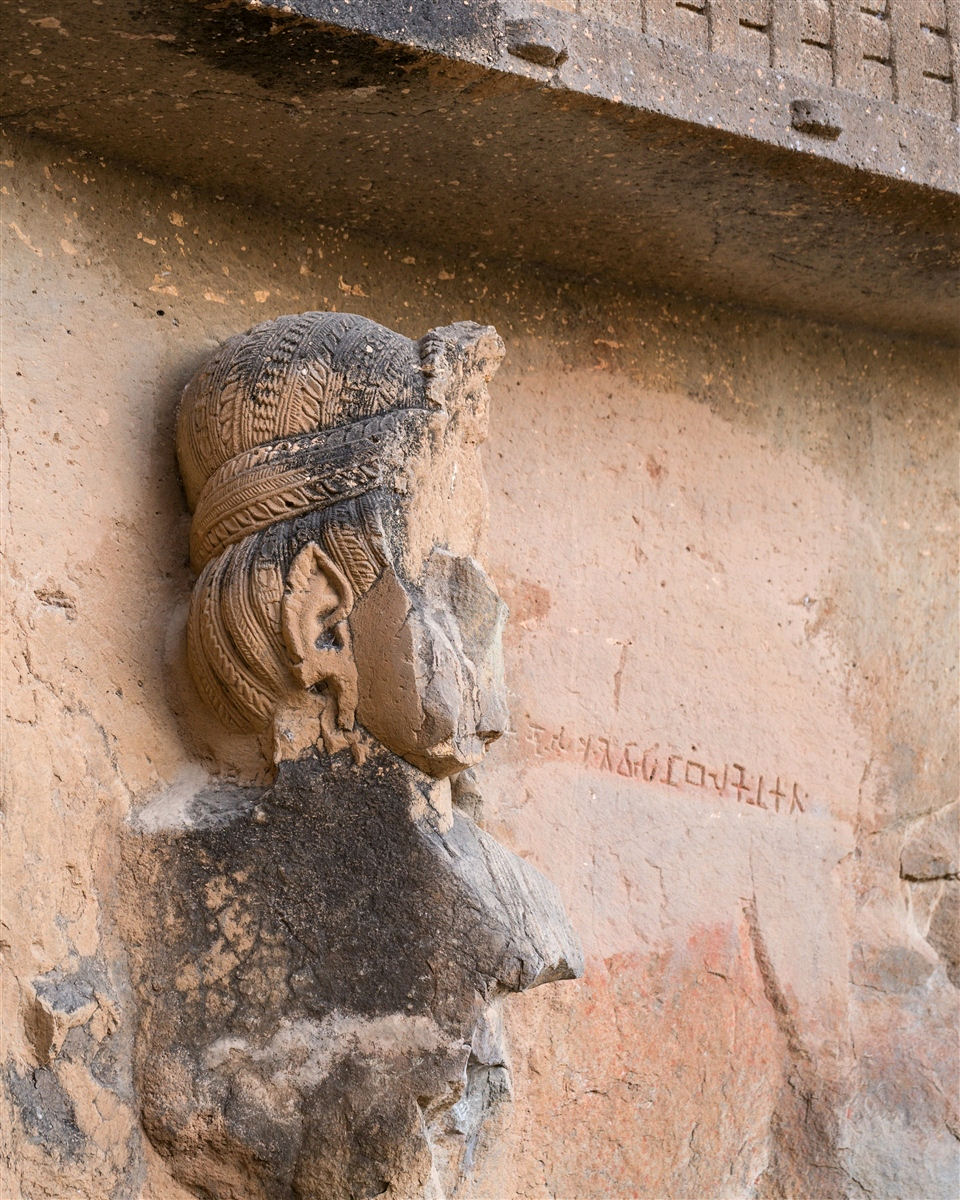
Reste de la sculpture d'une tête, avec inscription.

Cependant, il reste encore sept piliers sur le côté gauche de la grotte, et six sur le côté sud, qui s'inclinent vers l'intérieur, tout comme ceux de Bhaja et Bedsa, comme une preuve de la date précoce des travaux; celles derrière le dagoba et les six près de l'avant sur le côté droit ont complètement disparues. Sur la partie supérieure d'une colonne à gauche se trouve un symbole ressemblant quelque peu à un dagoba, avec un auvent grossier sur le dessus. Le toit voûté a eu des chevrons en bois comme à Karle et ailleurs, mais ils ont disparu, et les seuls restes de boiseries sont une partie des éléments de la façade dans l'arche avant. La façade présente une forte ressemblance typologique avec celle de Bhaja. Sur le côté gauche se trouve un fragment de sculpture en partie en haut-relief de la tête d'une figure unique environ deux fois plus grande que nature. Les traits sont détruits, mais les détails de la coiffure montrent la plus grande attention à la finition des détails. Au dessus de l'épaule gauche se trouve une inscription en une seule ligne en caractères brahmi qui se lit comme suit : « Kanvasa antevasina Balakena katam » (« Fabriqué par Balakena, l'élève de Kanha (Krishna) »).
Au-dessus de cette tête, au niveau du début de la grande arche de la façade, se trouve une large bande de sculpture en saillie: la partie inférieure de celle-ci est sculptée du motif de balustrade; la partie centrale est divisée en sept compartiments remplis alternativement, trois avec un motif en treillis et cinq avec des figures humaines, un homme dans le premier, un homme et une femme dans chacun des troisième et cinquième, et un homme avec un arc et deux femmes au septième. Au-dessus de ceux-ci est un registre avec les représentations des extrémités des traverses ou des barres traversantes, puis quatre petits degrés inversés, chacun dépassant celui ci-dessous et la moitié supérieure de la dernière crantée, supportant une sorte de bâtiment décoratif en encorbellement au dessus du vide aux fenêtres gavaksha fictives du même type que celles qui occupent la majeure partie de espaces restants de la façade. Le registre de sculpture correspondant sur le côté droit de la façade est très endommagée par la chute d'un rocher à l'extrémité suivante de l'arc.

### Grotte n°2: Vihara

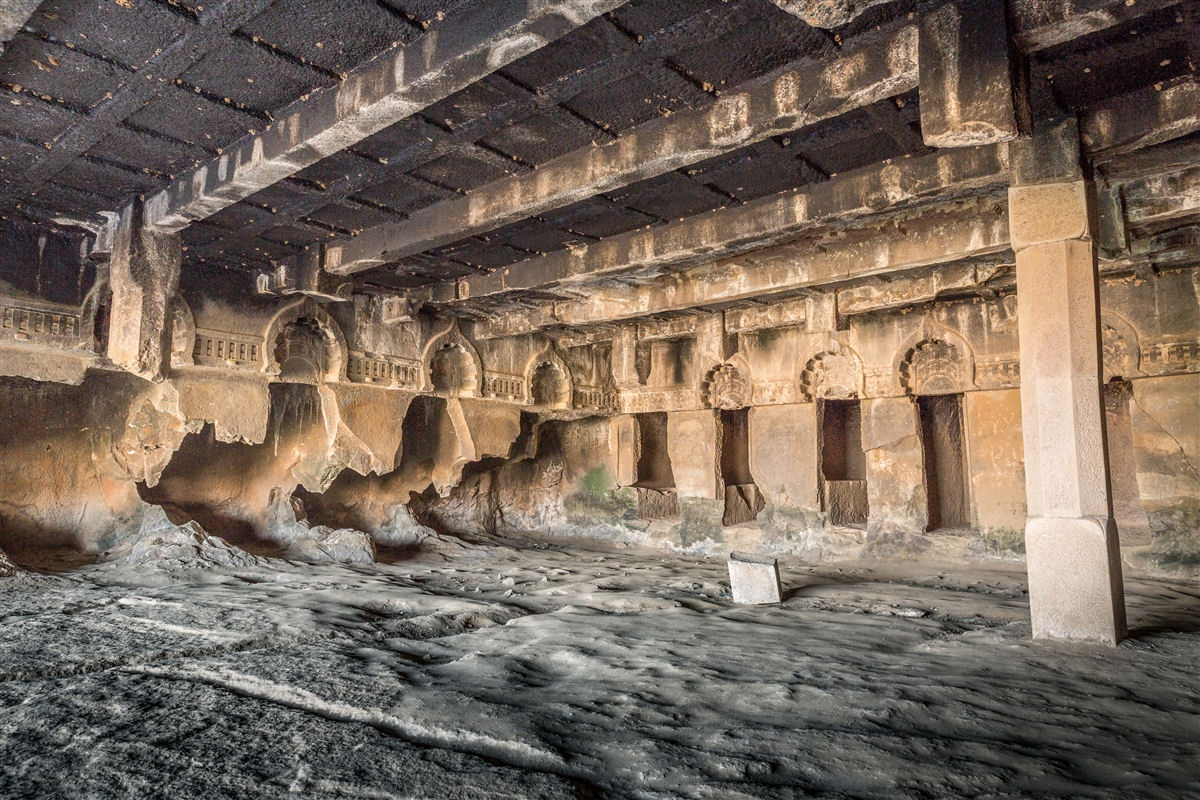
Intérieur d'un vihara.

Un peu au nord-est se trouve la grotte n°II, un Vihara en hauteur, dont la façade de la véranda est totalement détruite sauf l'extrémité gauche. Cette véranda mesurait 1,7 m de large et 5,5 m de long, avec le nombre unique de cinq piliers octogonaux et de deux antae. Au fond de cette véranda se trouve une niche surélevée, et sous un arc se trouve un petit dagoba en demi-relief, apparemment le seul objet de culte lorsque ces grottes ont été creusées. À l'intérieur, la salle mesure 7 m de largeur sur 9 m de profondeur et 2,5 m de hauteur, avec 15 piliers disposés à environ 1m les uns des autres et des murs latéraux et arrière, mais aucun sur le devant. Les parties supérieures de ces piliers sont carrées, mais à environ 50 cm du haut, elles sont octogonales : les bases ont toutes disparu, mais elles étaient également probablement carrées.

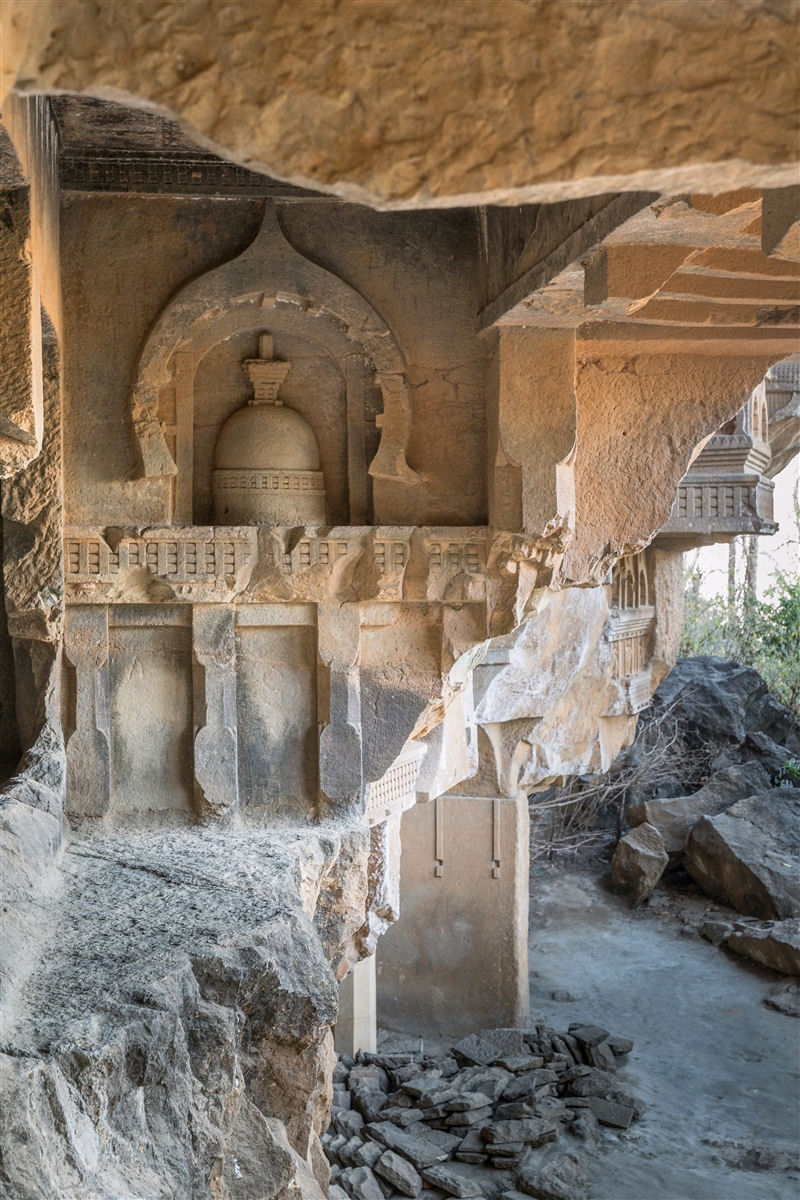
Véranda du vihara.

Le toit est lambrissé à l'imitation de la structure d'une salle en bois avec des poutres de 50 cm de profondeur par 20 d'épaisseur, de 1 m de distance, traversant les têtes des piliers, et les espaces entre les poutres sont divisés par de faux chevrons plus petits, de 12 cm de large par 5 de profondeur. Il y a trois larges portes dans la salle, bien que la majeure partie de la paroi avant soit brisée, et de chaque côté six cellules, chacune avec le lit du moine à l'intérieur, et la première de chaque côté avec deux. Au-dessus des portes de 14 de ces cellules sont sculptés des arcs gavaksha ou en fer à cheval comme la grande baie du chaitya, reliés par un registre de 16 ou 17 cm sculptés avec le motif de la balustrade.

### Grotte N°3
La grotte n°3 est un Vihara à neuf cellules, très ruinée, surtout vers la façade, mais elle avait probablement trois portes.

### Grotte N°4
La n°4 a une rangée de neuf cellules à l'arrière de ce qui ressemble maintenant à un creux naturel sous la falaise. Au-delà se trouve un réservoir, maintenant rempli de boue, puis deux cellules sous un rebord profond de roche surplombant, et, enfin, une petite citerne.

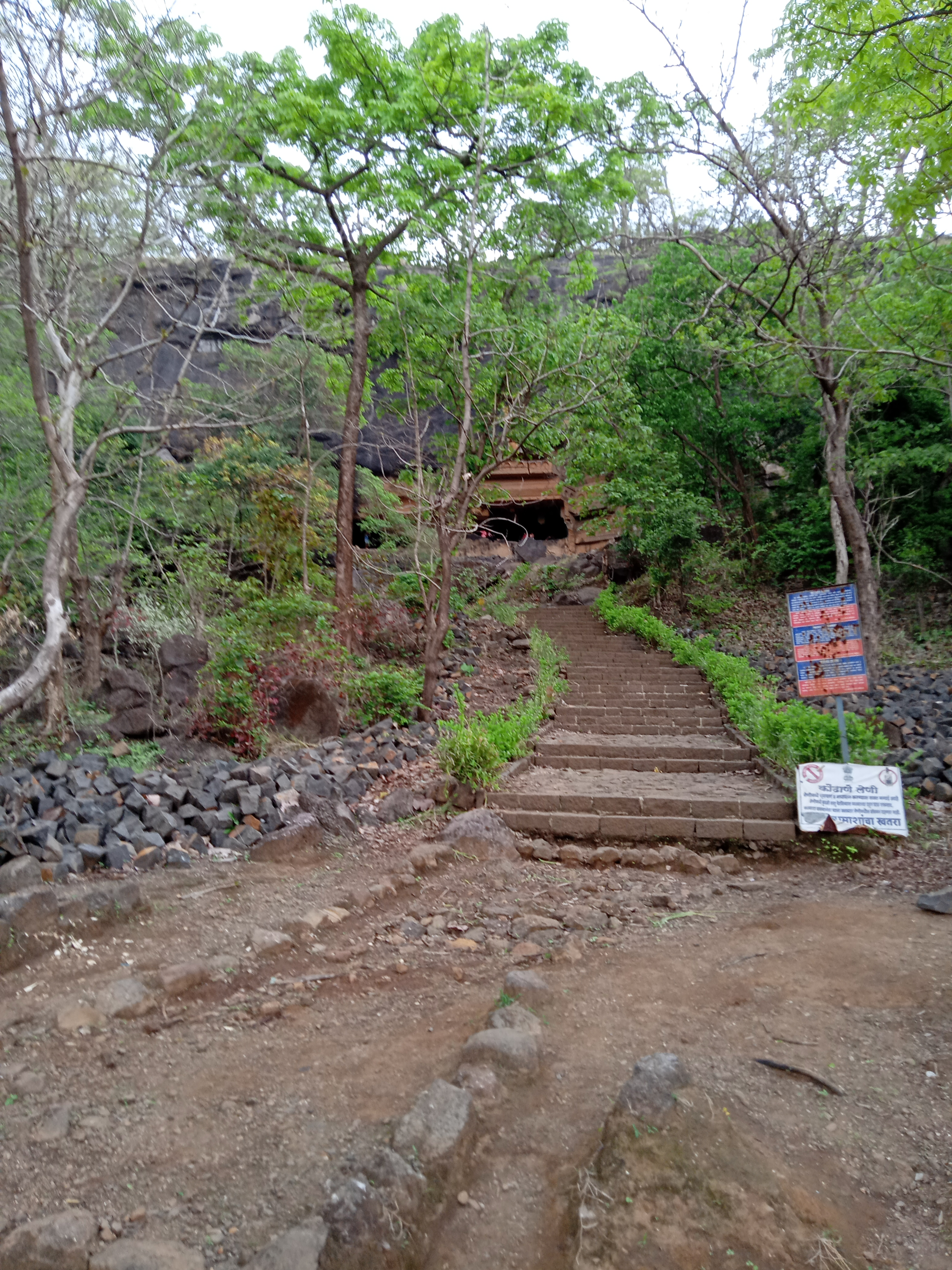
Marches des grottes de Kondane